# Chileense grote jager
De Chileense grote jager (Stercorarius chilensis) is een vogel uit de familie Stercorariidae.

## Verspreiding en leefgebied
Deze soort komt voor aan de kusten van zuidelijk Chili en zuidelijk Argentinië.

## Status
De grootte van de populatie is in 1996 geschat op 2500-10.000 volwassen vogels. Op de Rode lijst van de IUCN heeft deze soort de status niet bedreigd.